# Samia watsoni
Samia watsoni är en fjärilsart som beskrevs av Charles Oberthür 1914. Samia watsoni ingår i släktet Samia och familjen påfågelsspinnare. Inga underarter finns listade.